# Cephonodes sanshaensis
Cephonodes sanshaensis — вид лускокрилих родини бражникових (Sphingidae). Описаний у 2023 році.

## Поширення
Поширений на островах Парасельських островах у Південнокитайському морі. Острови є спірною територією між Китайською Народною Республікою, Республікою Китай (Тайванем) і В'єтнамом, але фактично контролюються КНР. Типові зразки зібрані неподалік міста Саньша.

## Опис
Вид подібний до Cephonode hylas (Linnaeus, 1771) і Cephonodes picus (Cramer, 1777), але його можна легко відрізнити за ознаками в чоловічих статевих органах.